# Drosophila pagliolii
Drosophila pagliolii är en tvåvingeart som beskrevs av Cordeiro 1963. Drosophila pagliolii ingår i släktet Drosophila och familjen daggflugor.
Artens utbredningsområde är Brasilien.